# Mart Siimann
Mart Siimann (Kilingi-Nõmme, 21 september 1946) is een Estisch bestuurder. Tussen 1997 en 1999 was hij premier van Estland.

## Biografie
Mart Siimann studeerde aan de Universiteit van Tartu, waar hij in 1971 afstudeerde als filoloog-psycholoog. Van 1989 tot 1992 was hij directeur van de Estische nationale televisieomroep.
In 1995 werd Siimann namens de Coalitiepartij (Eesti Koonderakond) verkozen in de Riigikogu, het nationale parlement van Estland. Nadat toenmalig partijleider en premier Tiit Vähi in maart 1997 vroegtijdig opstapte, werd Siimann naar voren geschoven als zijn opvolger. Siimann bekleedde het premierschap vervolgens twee jaar, tot hij na de verkiezingen van 1999 werd opgevolgd door Mart Laar.
Van 1999 tot 2003 was Siimann opnieuw parlementslid in de Riigikogu. Tussen 2001 en 2012 was hij president van het Estisch Olympisch Comité.
- Gemeinsame Normdatei: 122579577X
- Virtual International Authority File: 6418149544609600490003
- WorldCat: E39PBJjRVt7B8J8tPKWWBD8KVC